# Photinus frosti
Photinus frosti är en skalbaggsart som beskrevs av Green 1956. Photinus frosti ingår i släktet Photinus och familjen lysmaskar. Inga underarter finns listade i Catalogue of Life.